# Менестірень (комуна)
Менестірень, Менестірені (рум. Mănăstireni) — комуна у повіті Клуж в Румунії. До складу комуни входять такі села (дані про населення за 2002 рік):
- Ардеова (85 осіб)
- Бедечу (632 особи)
- Біка (87 осіб)
- Дретя (120 осіб)
- Менестірень (651 особа)
- Менештуру-Роминеск (234 особи)

Комуна розташована на відстані 350 км на північний захід від Бухареста, 39 км на захід від Клуж-Напоки.

## Населення
За даними перепису населення 2002 року у комуні проживали 1809 осіб.
Національний склад населення комуни:
| Національність | Кількість осіб | Відсоток |
| -------------- | -------------- | -------- |
| румуни         | 1554           | 85,9%    |
| угорці         | 198            | 10,9%    |
| цигани         | 57             | 3,2%     |

Рідною мовою назвали:
| Мова      | Кількість осіб | Відсоток |
| --------- | -------------- | -------- |
| румунська | 1602           | 88,6%    |
| угорська  | 197            | 10,9%    |
| циганська | 10             | 0,6%     |

Склад населення комуни за віросповіданням:
| Релігія            | Кількість осіб | Відсоток |
| ------------------ | -------------- | -------- |
| православні        | 1444           | 79,8%    |
| реформати          | 195            | 10,8%    |
| п'ятдесятники      | 65             | 3,6%     |
| баптисти           | 57             | 3,2%     |
| римо-католики      | 7              | 0,4%     |
| греко-католики     | 6              | 0,3%     |
| не релігійні       | 1              | 0,1%     |
| атеїсти            | 1              | 0,1%     |
| не вказали релігію | 1              | 0,1%     |